# Albert Einstein College of Medicine

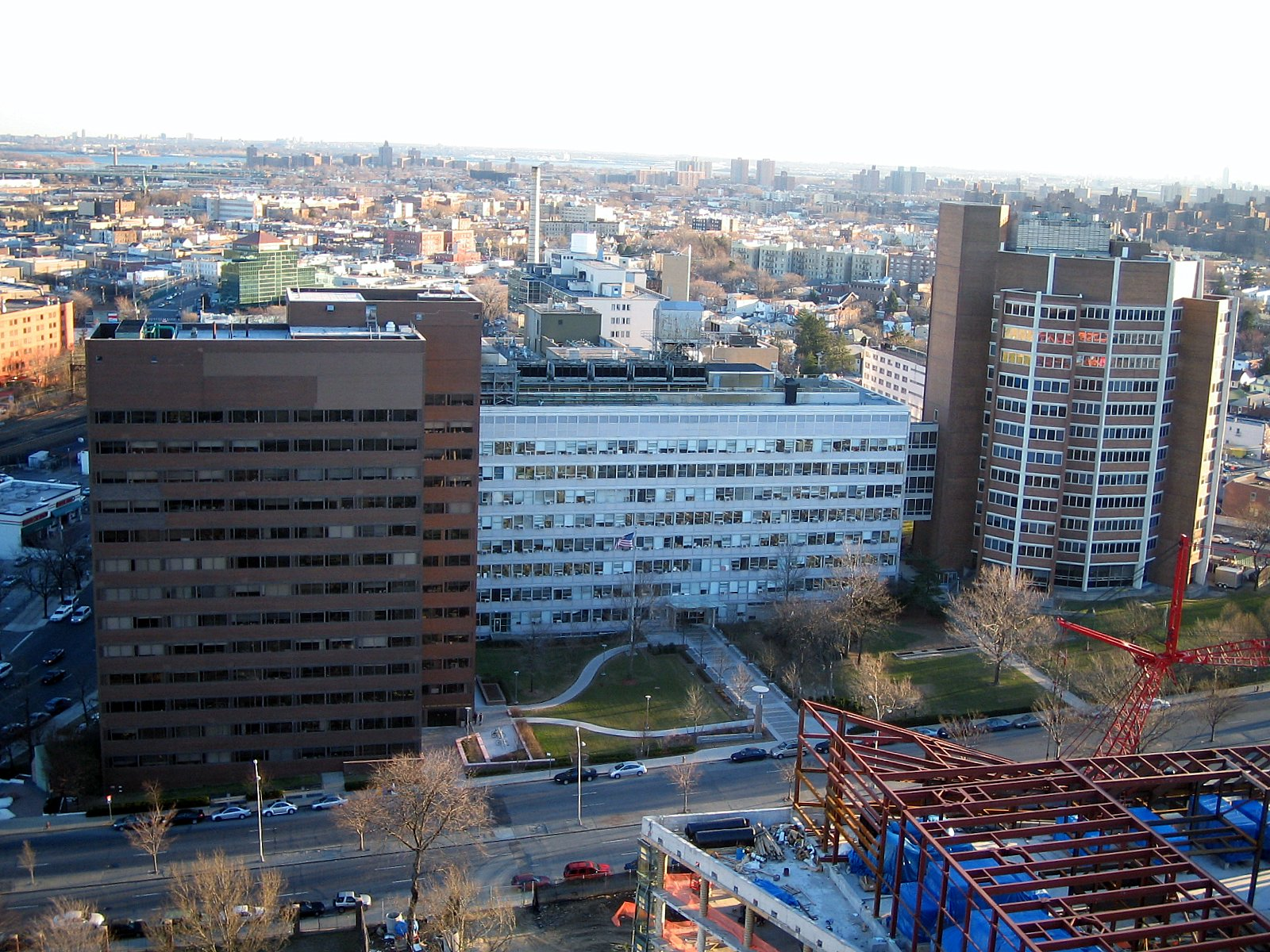
Belfer-, Forchheimer- und Ullmann-Gebäude des AECOM

Das Albert Einstein College of Medicine (AECOM) ist eine Privatuniversität für Humanmedizin. Sie ist sowohl dem Montefiore Health System als auch der Yeshiva University in New York City angeschlossen.
Das AECOM bietet die Abschlüsse Medical Doctor (M.D.) und Ph.D. an sowie ein Medical Scientist Training Program (MSTP), ein Ausbildungsprogramm für medizinische Fachkräfte. 2024 studieren dort etwa 737 M.D.-Studenten sowie 209 Ph.D.-Studenten. Hinzu kommen 124 Studenten im MSTP sowie 239 Studenten im postdoktoralen Zweig. Damit ist das AECOM eine der größten medizinischen Ausbildungsstätten der USA.
Der Physiker Albert Einstein stimmte der Verwendung seines Namens an seinem 74. Geburtstag am 14. März 1953 zu.
Am 27. Februar 2024 spendete die 93-jährige Ruth Gottesman eine Milliarde US-Dollar an das College, um künftigen Studenten ein kostenloses Studium ermöglichen zu können. Bisher kostete ein Studium 60.000 US-Dollar Studiengebühren pro Jahr. Sie nutzte dafür einen Teil des Vermögens ihres zwei Jahre zuvor verstorbenen Ehemannes David Gottesman, der als Investor an der Wall Street tätig war. Bei gleich bleibender Studentenzahl fallen 66 Millionen Dollar Studiengebühren pro Jahr an. Die jüdische Spenderin selbst forschte ab 1968 an derselben Fakultät. Ihr Fachgebiet: Lernbehinderungen bei Kindern. Ruth Gottesman ist Vorsitzende im Kuratorium der Bildungseinrichtung.

## Bekannte Alumni
- Oliver Sacks, Fellow 1965–1966, „Instructor in Neurology“ bis 1975, „Assistant Professor of Neurology“ bis 1978, „Associate Professor of Neurology“ bis 1985, „Clinical Professor of Neurology“ bis 2007[5]
- Howard Dean (M.D., Class of 1978)
- Harvey J. Karten, (1951–1959)

## Bekannte Dozenten
- Berta Scharrer
- Saul Korey (1955–1963)